# Fjord

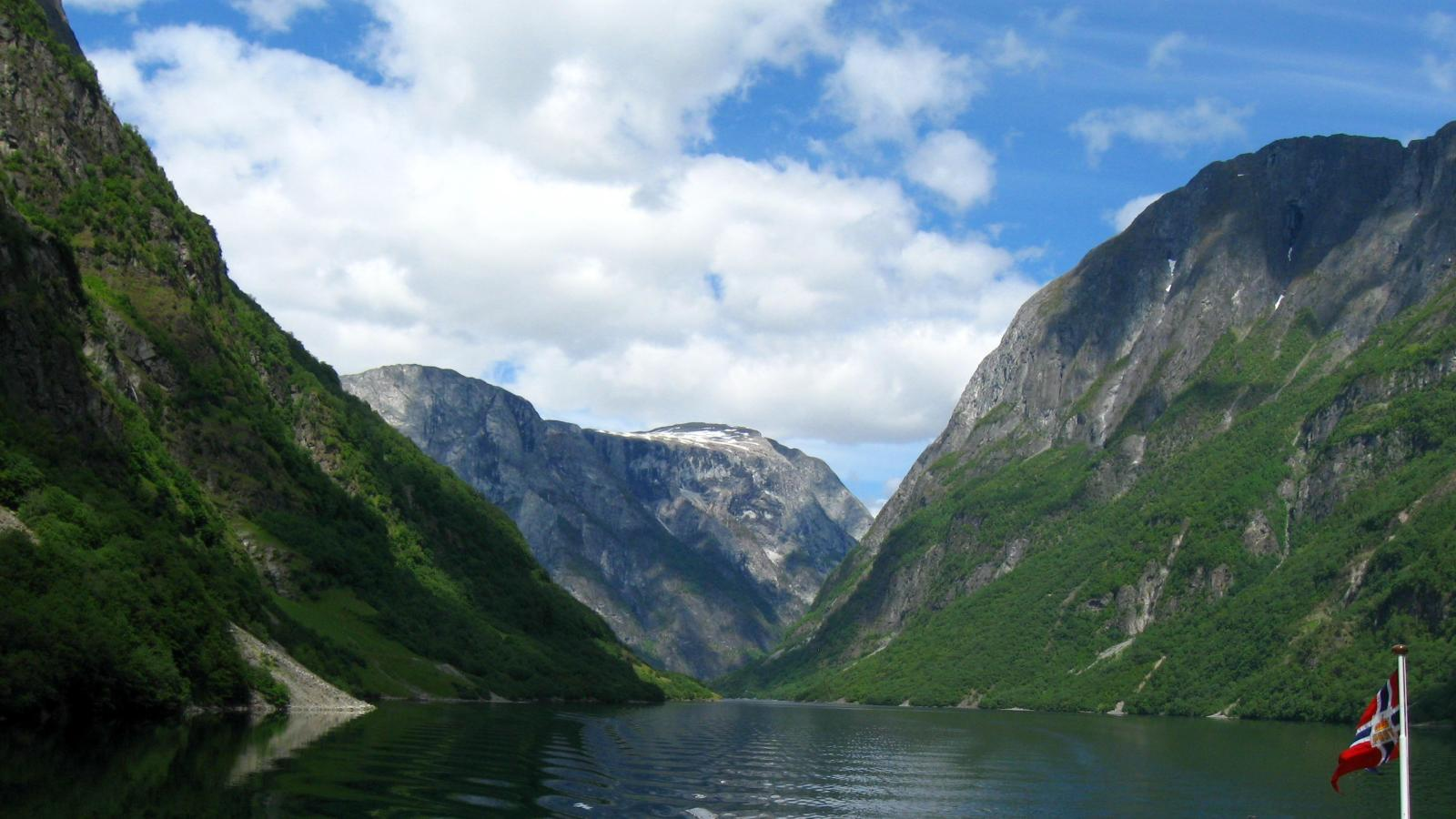
Le Nærøyfjord en Norvège.

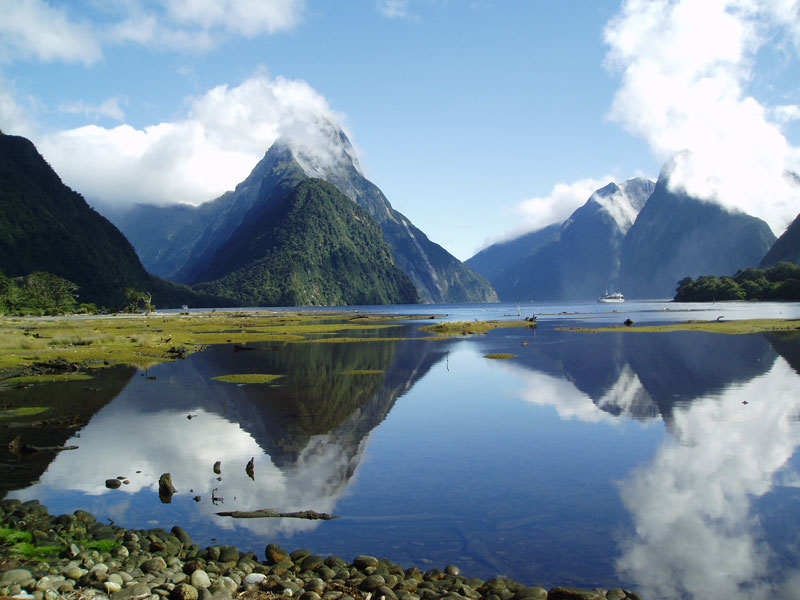
Le Milford Sound en Nouvelle-Zélande.

Pour la race de chevaux, voir Fjord (cheval). Pour le yaourt, voir Danone.
Un fjord ou fiord (prononcé : /fjɔʁd/ ou /fjɔʁ/) est une vallée unique érodée par un glacier avançant de la montagne à la mer qui a été envahie par la mer depuis le retrait de la glace.
L'aspect typique d'un fjord est celui d'un bras de mer étroit, plus ou moins ramifié, aux côtés très escarpés, à la bathymétrie élevée et qui s'avance dans les terres sur plusieurs kilomètres, parfois jusqu'à plusieurs dizaines de kilomètres.

## Caractéristiques
Un fjord se forme lorsque le glacier ayant formé une vallée glaciaire se retire de cette vallée dont le fond est situé sous le niveau de la mer, laissant le champ libre aux eaux maritimes d'avancer à l'intérieur des terres. L'embouchure d'un fjord peut être marquée par une plus faible profondeur d'eau que dans le reste du fjord. Ce seuil sous-marin donne la position de l'ancien front glaciaire. En effet, l'érosion glaciaire étant la plus faible au front glaciaire, là où la glace est la plus mince, c'est à cet endroit que le fond de la vallée a été le moins surcreusé. En revanche, la profondeur maximale du fjord est atteinte en amont de ce seuil, là où l'érosion glaciaire était maximale.
Les eaux d'un fjord sont généralement saumâtres car correspondant à un mélange entre de l'eau de mer salée et de l'eau douce provenant des rivières qui s'y jettent, cours d'eau souvent alimentés par la fonte des neiges, des glaciers ou encore issus de lacs. La salinité et la température de ces deux eaux étant très différentes, elles se mélangent peu, l'eau douce restant en surface car moins dense que l'eau salée.

## Localisation

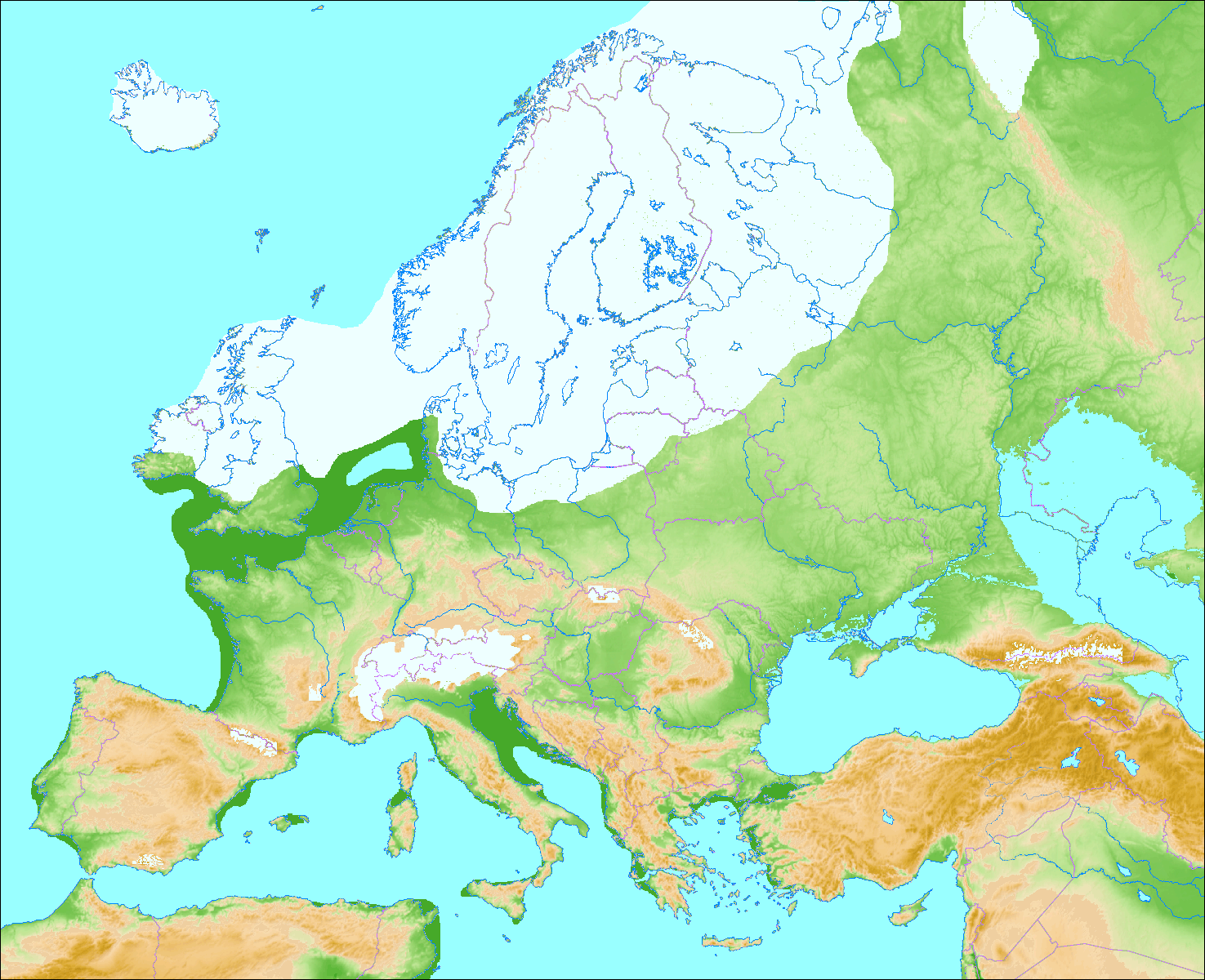
L'Europe durant la dernière glaciation.

Les fjords se rencontrent généralement aux latitudes élevées bien que certains d'entre eux se trouvent à des latitudes plus faibles car formés au cours des glaciations dont les calottes glaciaires s'étendaient jusqu'aux zones tempérées actuelles.
Les plus importantes concentrations de fjords se trouvent sur la côte occidentale de la Norvège, en Islande, dans les îles de l'océan Arctique (Svalbard, Nouvelle-Zemble, archipel François-Joseph, archipel arctique canadien, etc.), au Groenland, au Labrador, sur la péninsule du Québec-Labrador, à Terre-Neuve, sur la côte pacifique de l'Alaska, de la Colombie-Britannique et du Sud du Chili, dans les îles Malouines, en Géorgie du Sud, dans la péninsule Antarctique, sur l'île du Sud en Nouvelle-Zélande, dans les îles Kerguelen, etc. Il existe également des fjords en Irlande.

## Toponymie

### Norvège

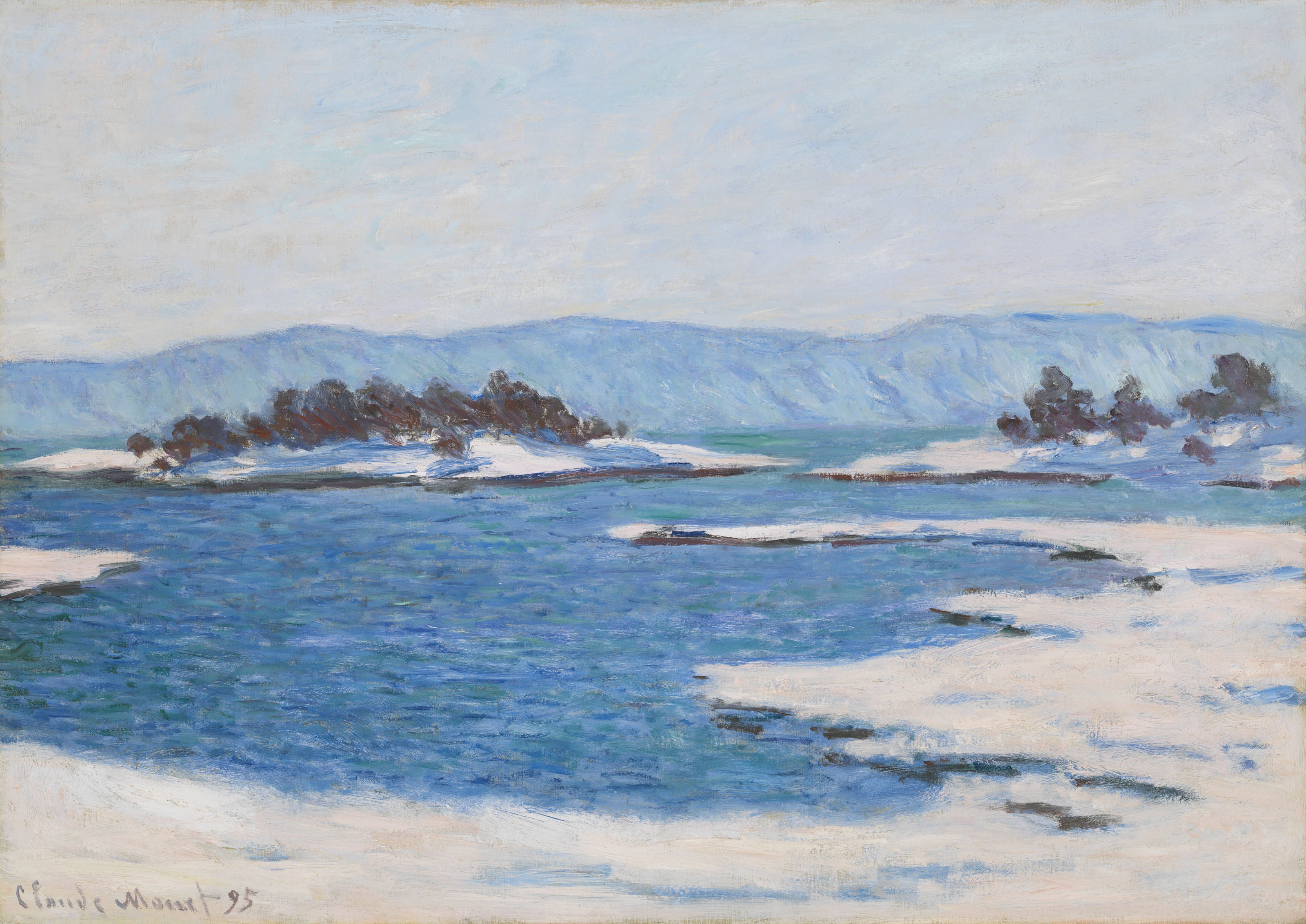
Fjord à Christiania, de Claude Monet (1895).

Le long des côtes occidentales de la Norvège, des centaines de ces vallées marines, souvent étroites et encaissées, s'enfoncent à l'intérieur des terres. C'est dans le Sognefjord que l'on trouve les paysages les plus remarquables d'Europe du Nord. Le « roi des fjords » est en effet le plus long (204 km) et le plus profond (1 308 m) du pays. Naeroyfjord, le plus étroit de tous, est réputé pour abriter l'un des plus beaux paysages d'Europe. Les eaux bleutées contrastent avec le vert sombre des pins, tandis qu'au loin se dressent les sommets enneigés des montagnes.

### Québec
Au Québec, l'expression « le fjord » désigne le fjord du Saguenay.Il est un des rares fjords intracontinentaux et figure parmi les plus étendus et les plus méridionaux au monde avec ses 2 à 3 km de largeur sur plus de 100 km.

### Écosse
En Écosse, les fjords sont désignés par le terme gaélique écossais loch mais qui désigne aussi des lacs glaciaires. On rencontre alors le terme sea-loch pour désigner plus spécifiquement les lochs maritimes. Dans cette même région, firth est aussi employé pour désigner un fjord mais également une grande embouchure d'un cours d'eau.

### «Fjord» en danois
Au Danemark, certaines baies appelées fjord sont en réalité des étangs et des lagunes, notamment le long de la côte occidentale du Jutland tel que le fjord Ringkøbing. Le Limfjord qui se trouve dans le Nord du pays et qui sépare l'île de Vendsyssel-Thy du Jutland est une combinaison d'une lagune et d'un bras de mer du type de fœrde (förde).

## Autres formations maritimes d'origine glaciaire

### Bras de mer de typeförde

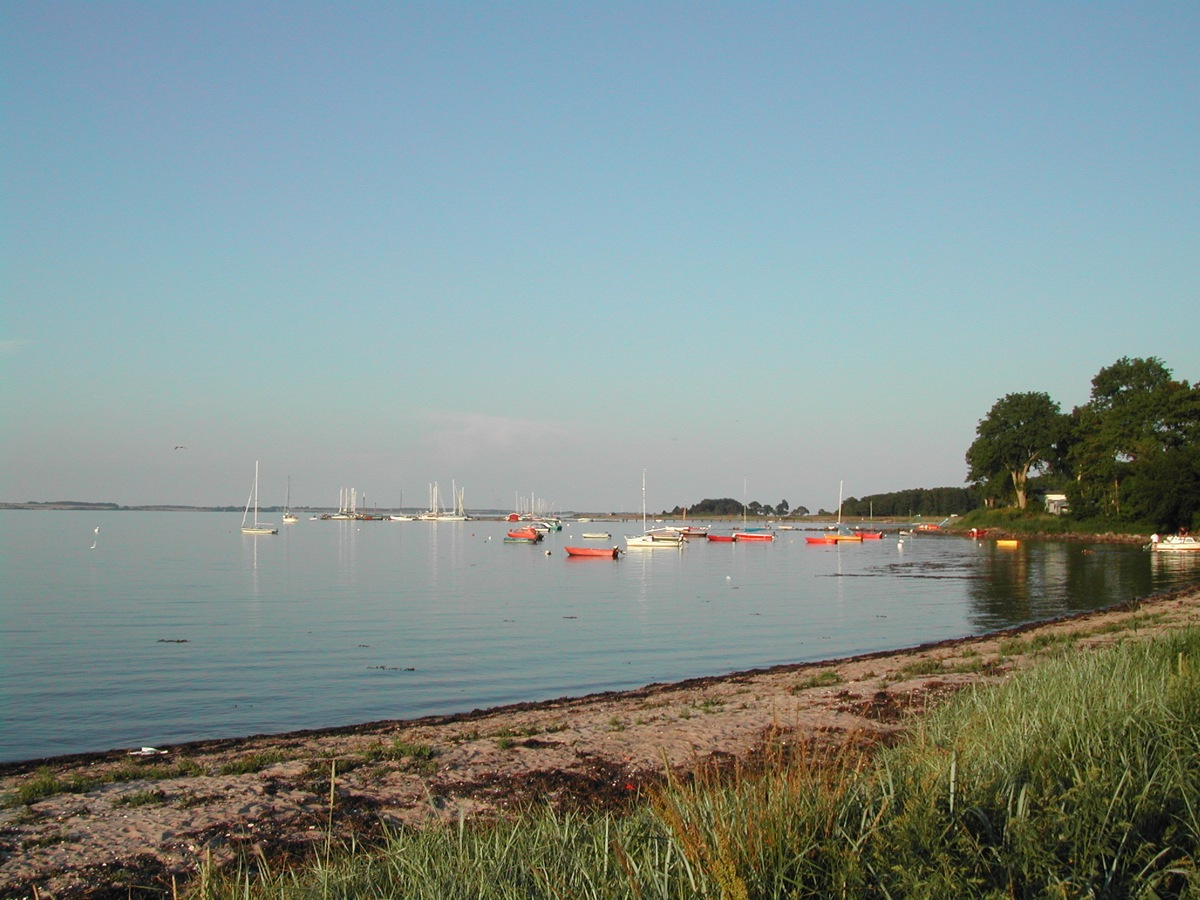
Le fjord de Flensbourg en Allemagne.

Dans le Nord de l'Allemagne et sur la côte orientale du Jutland, il y a des bras de mer qui sont appelés Förde en allemand et fjord en danois. Ces formations sont caractérisées par leurs côtes basses et leur faible profondeur. Leur histoire géologique diffère de celle de l'origine des fjords véritables. Les fördes ont été érodés par les langues d'une calotte glaciaire avançant de la mer sur une côte de collines mineures, durant la dernière glaciation.

### Fjärds

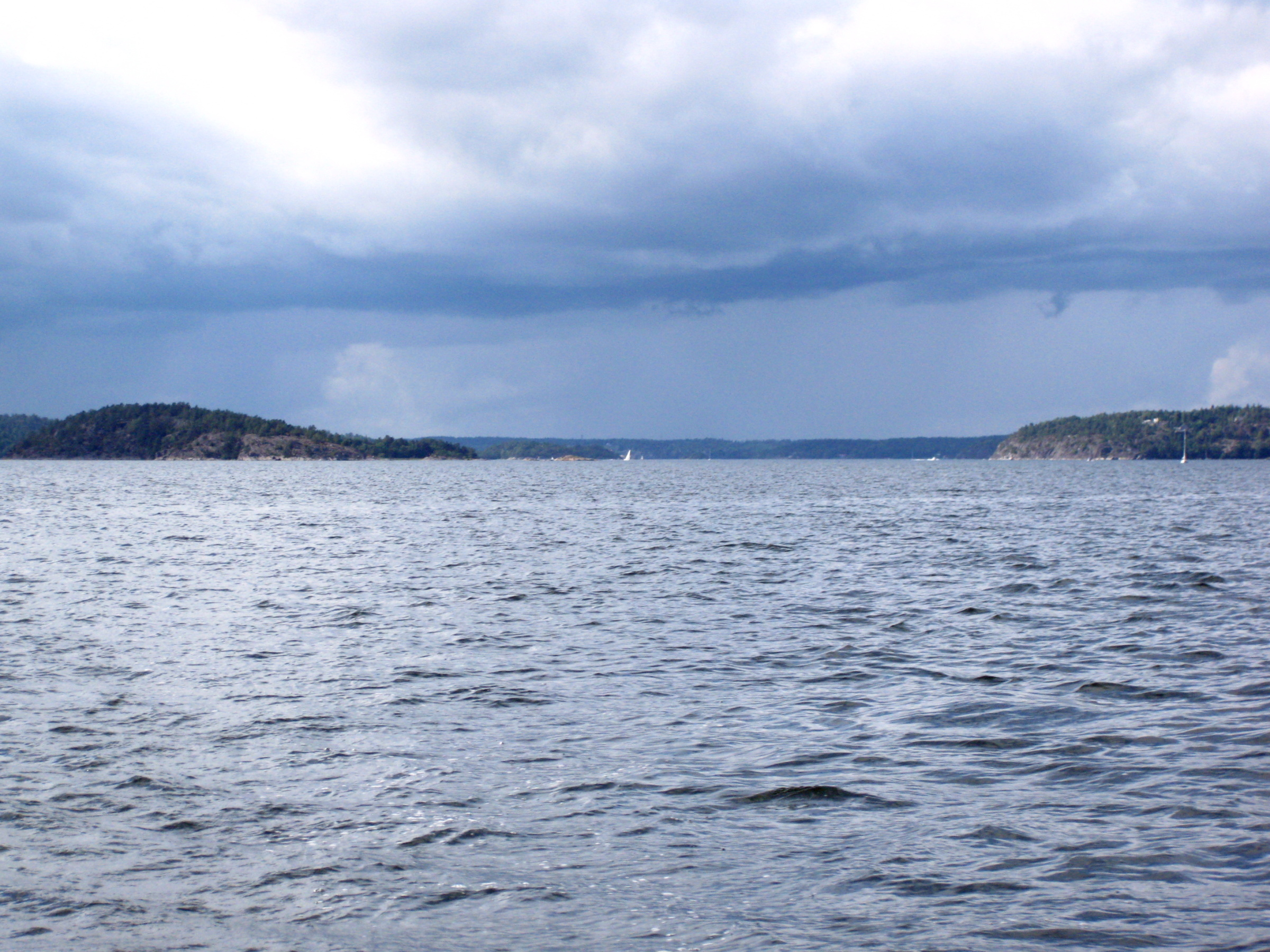
L'Ingaröfjärden dans l'archipel de Stockholm en Suède.

En Suède, les bras de la mer Baltique sont appelés fjärds. Tout comme en Finlande, ils présentent là aussi des côtes basses en raison de leur mode de formation : la vallée glaciaire inondée n'est pas née de l'érosion d'un seul glacier mais de la base d'une calotte glaciaire ou d'un inlandsis. Cette masse de glace a créé des ondulations sans lien avec un relief montagneux et qui ont été partiellement noyées par la mer,,.

## Bras de mer sans géologie glaciaire
En revanche, aux latitudes méridionales, les fjords sont absents ou rares. Les bouches de Kotor, au Monténégro, sont parfois présentées comme le fjord le plus méridional de l'hémisphère nord mais il s'agit en réalité d'un canyon immergé dont la formation n'est pas lié à la présence de glaciers.

## Fjords, climat et puits de carbone
Les fjords sont souvent profonds ; ils peuvent atteindre jusqu'à 1 300 m de profondeur en Norvège. Ils ont des eaux froides et calmes et anoxiques en profondeur. Ces eaux sont propices à la sédimentation.
En 2006, R.H. Smittenberg et al. ont montré que les sédiments d’un fjord du Canada (Saanich Inlet, sur l'île de Vancouver, en Colombie-Britannique) s’enrichissaient en carbone de manière régulière depuis 11 000 ans et de manière régulière et continue sous forme d’alcanes à longues chaînes (n-alcanes). Ces résultats invitaient à penser que les fjords sont des puits de carbone significatifs et que le temps de turnover de ce carbone est très lent (de 10 000 à 100 000 ans voire bien plus) et non pas de 1 000 à 10 000 ans comme le proposent la plupart des modèles de carbone du sol.
Près de dix ans plus tard, en 2015, Richard Smith (de la société de conseil Global Aquatic Research, à New York) et al. ont publié une étude dans la revue Nature Geoscience le 4 mai 2015. Elle se base sur les résultats d’analyse de 573 échantillons superficiels et 124 carottes de sédiments prélevés dans presque tous les types de fjords au monde et conclut que bien que les fjords ne couvrent que 0,1 % de la surface des océans, ils constituent 11 % (18 Mt) du carbone annuellement séquestré par les sédiments marins. Les fjords joueraient donc un rôle significatif dans le cycle biogéochmique du carbone, et selon les auteurs dans la régulation du climat à l'échelle des périodes glaciaires/interglaciaires. « Par unité de surface, le taux d'absorption de carbone organique est deux fois plus élevé dans les fjords que dans l'océan dans son ensemble ». Richard Keil, de l'université de Washington fait remarquer à la suite de cette étude, que d'autres sédiments riches en carbone ont été identifiés le long des marges du plateau continental, et qu’il conviendrait d’aussi les étudier.